# خليل جرادي
خليل جرادي، سياسي وقائد عسكري من حركة أمل اللبنانية، ولد في بلدة معركة بالقرب من مدينة صور، في 28 حزيران 1958.
التحق بمدرسة بلدته، وحصل على الشهادة المتوسطة عام 1972، ثم انتقل بعد ذلك إلى المدرسة المهنية في صيدا، فحصل على شهادة الاختصاص في العلوم التجارية عام 1977. شارك في فترة دراسته في النشاطات الدعوية الدينية. تعرض لعدة محاولات اغتيال في عدة مناطق، واعتقله حزب الكتائب على حاجز بسري في 9/1/1984 حيث تعرض للتعذيب. كان يعدّ ,واحدا من قيادات ومفكري المقاومة في لبنان ومسؤول ميناء صور، واستشهد مع محمد سعد (قائد حركة أمل العسكري في جنوب لبنان) في تفجير حسينية بلدة معركة في 5 آذار 1985 الذي خلف 15 قتيلا وعددا من الجرحى.